# Gun Holmqvist (konstnär)
Maj Gunborg (Gun) Holmqvist, född 18 februari 1921 i Örebro, död 24 november 1999 i samma stad, var en svensk konstnär och textilkonstnär.
Hon var dotter till affärsmannen David Holmqvist och Maria Andersson. Holmqvist studerade vid Konstfackskolan i Stockholm under två år. Hon medverkade sedan 1950 i utställningar med Örebro läns konstförening. Hennes bildkonst består av stilleben och landskap i olja eller pastell samt textila kompositioner av mattor och ryor. Bland hennes offentliga arbeten märks en väggmålning i olja för Fredriksbergs skola, i Viby, Närke utförd 1953. Holmqvist är representerad vid Norrköpings konstmuseum med ryan Hällristningen.